# Jan Garbarek
Jan Garbarek (Mysen, 1947. március 4. –) norvég szaxofonista. Elsősorban tenor- és szopránszaxofonon játszik.

## Élete

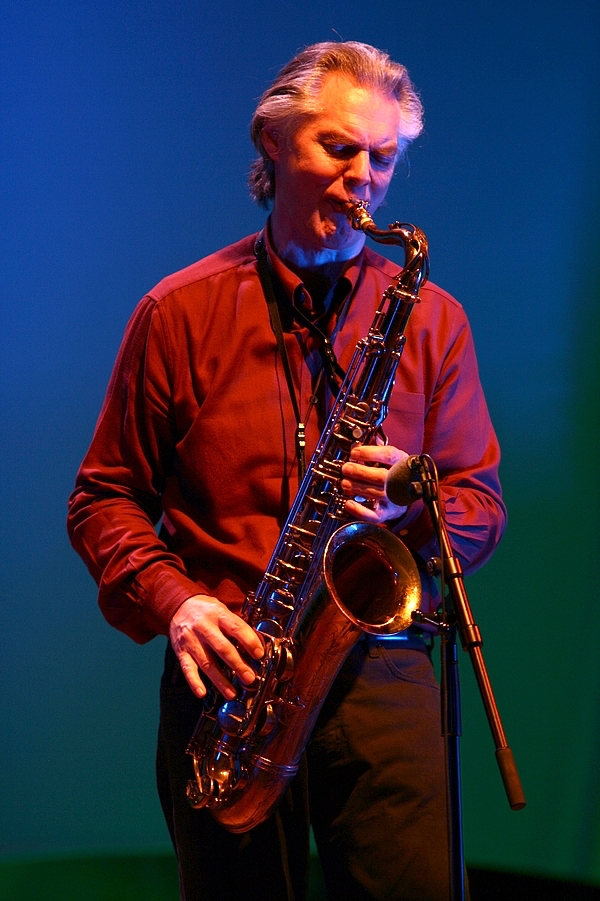
Garbarek Hasselt-ben, Belgiumban (2007)

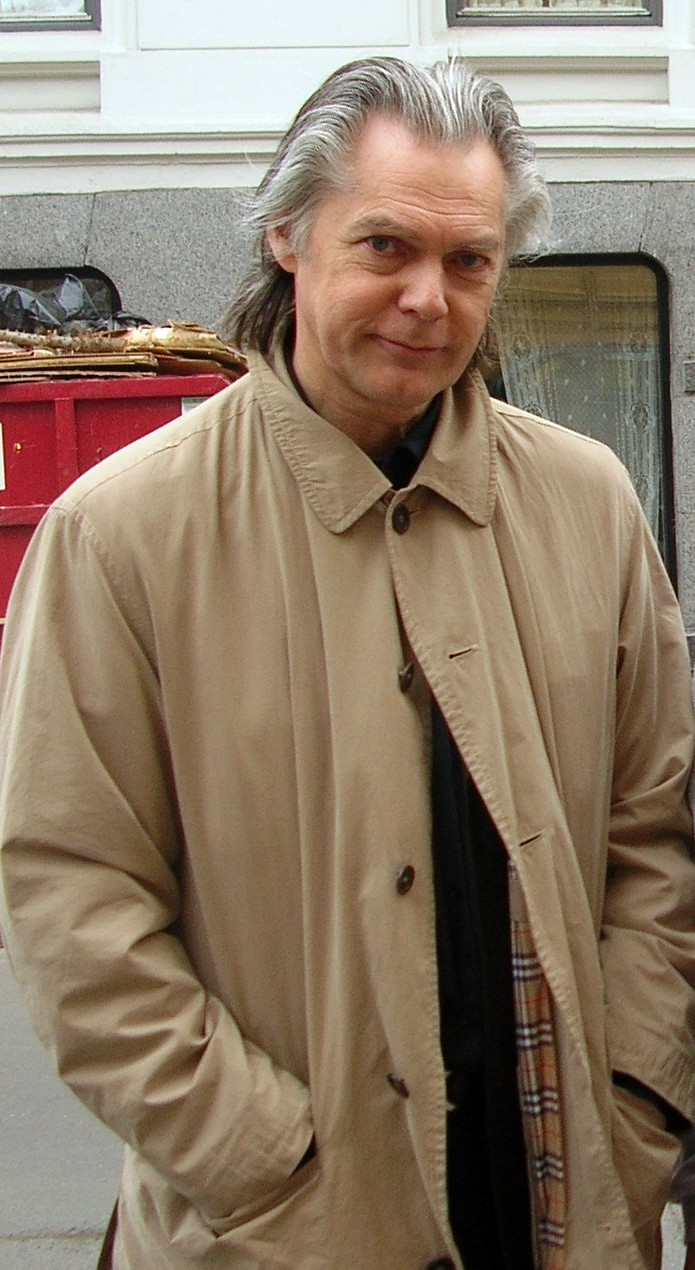
Jan Garbarek civilben, Oslo utcáin

Norvég anya és lengyel apa gyermekeként Norvégiában született. Tizennégy éves korában John Coltrane hatására tanulta hangszerét. Zenei fejlődésére nagy hatással volt a kromatikus zene, a norvég népzene, és az indiai zene.
Autodidaktaként tanult meg szaxofonozni. 1962-ben megnyert egy amatőrversenyt, melynek eredményeképpen megkapta első profi munkáját, majd alakított egy kvartettet Jon Christensen dob és ütőhangszerek, Terje Rypdal gitáros és Arild Andersen bőgős részvételével.
A hetvenes évek közepén tagja lett Keith Jarrett együttesének.
Garbarek játéka karakterisztikusan skandináv jazz, melodikus és atmoszferikus. A hetvenes évek közepén játszott Keith Jarrett-tel és Ralph Towner-rel az ECM Recordsnál. A nyolcvanas években saját együtteseiben többek között Eberhardt Weber bőgős, Bill Frissel és John Abercrombie gitáros játszott.
Garbarek ma vitathatatlanul Európa legjobb tenorszaxofonosa.

## Diszkográfia

### Mint vezető
- Esoteric Circle (1969)
- Afric Pepperbird (1970)
- Sart (1971), Terje Rypdallal
- Triptykon (1972)
- Witchi-Tai-To (1973)
- Dansere (1975), Bobo Stenson Quartettel
- Dis (1976), Ralph Townerrel
- Places (1977)
- Photo With Blue Sky, White Cloud, Wires, Windows and a Red Roof (1978), Bill Connorssal
- Aftenland (1979) with Kjell Johnsen
- Eventyr (1980)
- Paths, Prints (1981), Bill Frisell-lel
- Wayfarer (1983), Bill Frisell-lel és Eberhard Weberrel
- It's OK To Listen To The Gray Voice (1984), David Tornnal
- All Those Born With Wings (1986)
- Legend Of The Seven Dreams (1988)
- Rosensfole (1989), Agnes Buen Garnåssal
- I Took Up The Runes (1990)
- StAR (1991), Miroslav Vitoussal
- Ragas and Sagas (1992), Fateh Ali Khannal
- Twelve Moons (1992)
- Atmos (1993), Miroslav Vitoussal
- Madar (1993), Anouar Brahemmel és Shaukat Hussainnal
- Officium (1994), a the Hilliard Ensemble-el
- Visible World (1995)
- Rites (1998)
- Mnemosyne (1999), szintén a the Hilliard Ensembleel
- In Praise of Dreams (2004)
- Dresden (2009), élő felvétel alapján készült album.

### Mint résztvevő
- Jazz Moments (1966), Karin Kroggal
- Til Vigdis (1967)
- Joy (1968), szintén Karin Kroggal
- Electronic Sonata for Souls Loved by Nature (1969), George Russell-lel
- Trip to Pillargui (1970), a George Russell Sextettel
- Listen to the Silence (1971), George Russell-lel
- Terje Rypdal (1971), Terje Rypdallal
- Hav (1971), Jan Erik Volddal és Terje Rypdallal
- Red Lanta (1973), Art Landevel
- Belonging (1974), Keith Jarrett-tel
- Luminessence (1974), ugyancsak Keith Jarrett-tel
- Solstice (1974), Ralph Townerrel
- Arbour Zena (1975), Keith Jarrett-tel
- Of Mist And Melting (1977), Bill Connorssal
- December Poems (1977), Gary Peacockkal
- Deer Wan (1977), Kenny Wheelerrel
- Sol Do Meio Dia (1977), Egberto Gismontival
- Sound And Shadows (1977), Ralph Townerrel
- My Song (1977), Keith Jarrett-tel
- Personal Mountains (1979), Keith Jarrett-tel
- Folk Songs (1979), Egberto Gismontival és Charlie Hadennel
- Magico (1979), Egberto Gismontival és Charlie Hadennel
- Nude Ants (1979), Keith Jarrett-tel
- Voice from the Past Paradigm (1981), Gary Peacockkal
- Cycles (1981), David Darlinggal
- Vision (1983), L. Shankarral
- Chorus (1984), Eberhard Weberrel
- Song For Everyone (1984), L. Shankarral
- Making Music (1986), Zakir Hussainnel
- Guamba (1987), Gary Peacockkal
- Living Magic (1990), Trilok Gurtuval
- Alpstein (1991), Paul Gigerrel
- Music For Films (1991), Eleni Karaindrouval
- Caris Mere (1995), a stuttgarti Chamber Orchestrával
- Monodia (2002), Kim Kashkashiannal
- Universal Syncopations (2003), Miroslav Vitoussal
- Neighbourhood (2006), Manu Katchéval
- Stages Of A Long Journey (2007), Eberhard Weberrel
- Elixir (2007), Marilyn Mazurral

## Fordítás
- Ez a szócikk részben vagy egészben  a   Jan Garbarek című angol Wikipédia-szócikk fordításán alapul.  Az eredeti cikk szerkesztőit annak laptörténete sorolja fel. Ez a jelzés csupán a megfogalmazás eredetét és a szerzői jogokat jelzi, nem szolgál a cikkben szereplő információk forrásmegjelöléseként.